# 紐澤西州學院和大學列表
以下是紐澤西州目前运营的公立和私立高等教育机构列表。
 公立 
- 罗格斯大学（Rutgers, the State University of New Jersey）
- 羅格斯大學新布朗斯維克分校 (Rutgers University–New Brunswick)
- 新澤西理工學院（New Jersey Institute of Technology）

 私立 
- 費爾里·狄金生大學 (Fairleigh Dickinson University)
- 蒙莫斯大學 (Monmouth University)
- 普林斯頓大學（Princeton University）
- 萊德大學 (Rider University)
- 聖伯多祿大學 (Saint Peter's University)
- 薛頓賀爾大學 (Seton Hall University)
- 史蒂文斯理工學院（Stevens Institute of Technology）